# Miami Open 2022
Miami Open 2022 là một giải quần vợt chuyên nghiệp thi đấu trên mặt sân cứng diễn ra từ ngày 21 tháng 3 đến ngày 3 tháng 4 năm 2022 tại Sân vận động Hard Rock ở Miami Gardens, Florida. Đây là lần thứ 37 giải đấu được tổ chức và là một phần của ATP Masters 1000 trong ATP Tour 2022 và WTA 1000 trong WTA Tour 2022.
Hubert Hurkacz là đương kim vô địch nội dung đơn nam, nhưng thua ở vòng bán kết trước Carlos Alcaraz. Ashleigh Barty là đương kim vô địch nội dung đơn nữ, nhưng cô rút lui trước khi giải đấu bắt đầu và sau đó đã giải nghệ quần vợt.

## Điểm và tiền thưởng

### Phân phối điểm
| Sự kiện | VĐ   | CK  | BK  | TK  | V16 | V32 | V64 | V128 | Q  | Q2 | Q1 |
| Đơn nam | 1000 | 600 | 360 | 180 | 90  | 45  | 25* | 10   | 16 | 8  | 0  |
| Đôi nam | 1000 | 600 | 360 | 180 | 90  | 0   | —   | —    | —  | —  | —  |
| Đơn nữ  | 1000 | 650 | 390 | 215 | 120 | 65  | 35* | 10   | 30 | 20 | 2  |
| Đôi nữ  | 1000 | 650 | 390 | 215 | 120 | 10  | —   | —    | —  | —  | —  |

* Tay vợt miễn được nhận điểm vòng 1.

### Tiền thưởng
Tổng số tiền thưởng của Miami Open 2022 là $9,554,920.
| Sự kiện  | VĐ         | CK       | BK       | TK       | V16     | V32     | V64     | V128    | Q2     | Q1     |
| Đơn nam  | $1,231,245 | $646,110 | $343,985 | $179,940 | $94,575 | $54,400 | $30,130 | $18,200 | $9,205 | $5,025 |
| Đơn nữ   | $1,231,245 | $646,110 | $343,985 | $179,940 | $94,575 | $54,400 | $30,130 | $18,200 | $9,205 | $5,025 |
| Đôi nam* | $426,010   | $225,980 | $120,520 | $61,100  | $32,630 | $17,580 | —       | —       | —      | —      |
| Đôi nữ*  | $426,010   | $225,980 | $120,520 | $61,100  | $32,630 | $17,580 | —       | —       | —      | —      |

*mỗi đội

## Nội dung đơn ATP

### Hạt giống
Dưới đây là những tay vợt được xếp loại hạt giống, dựa trên bảng xếp hạng ATP vào ngày 21 tháng 3 năm 2022. Xếp hạng và điểm trước vào ngày 21 tháng 3 năm 2022.
| Hạt giống | Xếp hạng | Tay vợt               | Điểm trước | Điểm bảo vệ (hoặc kết quả tốt nhất lần 19)† | Điểm thắng | Điểm sau | Thực trạng                               |
| --------- | -------- | --------------------- | ---------- | ------------------------------------------- | ---------- | -------- | ---------------------------------------- |
| 1         | 2        | Daniil Medvedev       | 8,410      | 180                                         | 180        | 8,410    | Tứ kết thua trước Hubert Hurkacz [8]     |
| 2         | 4        | Alexander Zverev      | 7,025      | 10                                          | 180        | 7,195    | Tứ kết thua trước Casper Ruud [6]        |
| 3         | 5        | Stefanos Tsitsipas    | 6,070      | 180                                         | 90         | 5,980    | Vòng 4 thua trước Carlos Alcaraz [14]    |
| 4         | 6        | Matteo Berrettini     | 4,955      | (10)                                        | 0          | 4,945    | Rút lui do chấn thương tay phải          |
| 5         | 7        | Andrey Rublev         | 4,725      | 360                                         | 10         | 4,375    | Vòng 2 thua trước Nick Kyrgios [WC]      |
| 6         | 8        | Casper Ruud           | 3,870      | (90)                                        | 600        | 4,380    | Á quân, thua trước Carlos Alcaraz [14]   |
| 7         | 9        | Félix Auger-Aliassime | 3,803      | 188                                         | 10         | 3,625    | Vòng 2 thua trước Miomir Kecmanović      |
| 8         | 10       | Hubert Hurkacz        | 3,513      | 1,000                                       | 360        | 2,873    | Bán kết thua trước Carlos Alcaraz [14]   |
| 9         | 11       | Jannik Sinner         | 3,474      | 600                                         | 180        | 3,054    | Tứ kết bỏ cuộc trước Francisco Cerúndolo |
| 10        | 12       | Cameron Norrie        | 3,395      | 45                                          | 90         | 3,440    | Vòng 4 thua trước Casper Ruud [6]        |
| 11        | 13       | Taylor Fritz          | 2,920      | 90                                          | 90         | 2,920    | Vòng 4 thua trước Miomir Kecmanović      |
| 12        | 14       | Denis Shapovalov      | 2,863      | 180                                         | 10         | 2,693    | Vòng 2 thua trước Lloyd Harris           |
| 13        | 15       | Diego Schwartzman     | 2,660      | 90                                          | 10         | 2,580    | Vòng 2 thua trước Thanasi Kokkinakis [Q] |
| 14        | 16       | Carlos Alcaraz        | 2,414      | (3)                                         | 1000       | 3,411    | Vô địch, đánh bại Casper Ruud [6]        |
| 15        | 17       | Roberto Bautista Agut | 2,375      | 360                                         | 45         | 2,060    | Vòng 3 thua trước Jenson Brooksby        |
| 16        | 18       | Reilly Opelka         | 2,246      | 31                                          | 10         | 2,225    | Vòng 2 bỏ cuộc trước Francisco Cerúndolo |
| 17        | 19       | Pablo Carreño Busta   | 2,220      | (10)                                        | 45         | 2,255    | Vòng 3 thua trước Jannik Sinner [9]      |
| 18        | 20       | Nikoloz Basilashvili  | 1,916      | 45                                          | 10         | 1,881    | Vòng 2 thua trước Jenson Brooksby        |
| 19        | 21       | Lorenzo Sonego        | 1,902      | 90                                          | 10         | 1,822    | Vòng 2 thua trước Denis Kudla [Q]        |
| 20        | 22       | John Isner            | 1,846      | 300                                         | 10         | 1,556    | Vòng 2 thua trước Hugo Gaston            |
| 21        | 23       | Marin Čilić           | 1,785      | 90                                          | 45         | 1,740    | Vòng 3 thua trước Carlos Alcaraz [14]    |
| 22        | 24       | Gaël Monfils          | 1,723      | (0)                                         | 45         | 1,768    | Vòng 3 thua trước Francisco Cerúndolo    |
| 23        | 25       | Karen Khachanov       | 1,623      | 45                                          | 10         | 1,588    | Vòng 2 thua trước Tommy Paul             |
| 24        | 27       | Daniel Evans          | 1,567      | (20)                                        | 10         | 1,557    | Vòng 2 thua trước Yoshihito Nishioka [Q] |
| 25        | 28       | Alex de Minaur        | 1,531      | (10)                                        | 45         | 1,566    | Vòng 3 thua trước Stefanos Tsitsipas [3] |
| 26        | 29       | Grigor Dimitrov       | 1,471      | 23                                          | 10         | 1,458    | Vòng 2 thua trước Mackenzie McDonald     |
| 27        | 30       | Cristian Garín        | 1,466      | (23)                                        | 10         | 1,453    | Vòng 2 thua trước Pedro Martínez         |
| 28        | 31       | Frances Tiafoe        | 1,453      | 90                                          | 90         | 1,453    | Vòng 4 thua trước Francisco Cerúndolo    |
| 29        | 32       | Aslan Karatsev        | 1,428      | 45                                          | 45         | 1,428    | Vòng 3 thua trước Hubert Hurkacz [8]     |
| 30        | 33       | Alexander Bublik      | 1,416      | 180+63‡                                     | 45+20      | 1,238    | Vòng 3 thua trước Casper Ruud [6]        |
| 31        | 34       | Fabio Fognini         | 1,339      | 23                                          | 45         | 1,361    | Vòng 3 thua trước Nick Kyrgios [WC]      |
| 32        | 35       | Albert Ramos Viñolas  | 1,314      | 23                                          | 10         | 1,301    | Vòng 2 thua trước Sebastian Korda        |

† Cột này hiển thị (a) điểm cao hơn của (1) điểm của tay vợt từ giải đấu năm 2021 hoặc (2) 50% số điểm từ giải đấu năm 2019, hoặc (b) điểm tốt nhất của lần 19 (hiển thị trong ngoặc đơn). Chỉ điểm xếp hạng tính đến thứ hạng của tay vợt vào ngày 21 tháng 3 năm 2022, được hiển thị trong cột.

‡ Tay vợt có điểm bảo vệ từ một giải ATP Challenger Tour 2019 (Monterrey)

#### Tay vợt rút lui khỏi giải đấu
Dưới đây là những tay vợt được xếp loại hạt giống, nhưng rút lui trước khi giải đấu bắt đầu.
| Xếp hạng | Tay vợt        | Điểm trước | Điểm bảo vệ | Điểm sau | Lý do rút lui                      |
| -------- | -------------- | ---------- | ----------- | -------- | ---------------------------------- |
| 1        | Novak Djokovic | 8,465      | 45          | 8,420    | Tình trạng chưa tiêm chủng vắc-xin |
| 3        | Rafael Nadal   | 7,115      | 0           | 7,115    | Thay đổi lịch thi đấu              |
| 26       | Roger Federer  | 1,620      | 500         | 1,120    | Phẫu thuật đầu gối phải            |

### Vận động viên khác
Đặc cách:
- Jack Draper
- Nick Kyrgios
- Andy Murray
- Emilio Nava
- Shang Juncheng

Bảo toàn thứ hạng:
- Aljaž Bedene
- Borna Ćorić
- Gilles Simon
- Jo-Wilfried Tsonga

Vượt qua vòng loại:
- Taro Daniel
- Daniel Elahi Galán
- Emilio Gómez
- Thanasi Kokkinakis
- Mitchell Krueger
- Denis Kudla
- Mikhail Kukushkin
- Jaume Munar
- Yoshihito Nishioka
- Jack Sock
- Fernando Verdasco
- J.J. Wolf

Thua cuộc may mắn:
- Kevin Anderson

### Rút lui
- Pablo Andújar → thay thế bởi  Roberto Carballés Baena
- Matteo Berrettini → thay thế bởi  Kevin Anderson
- Novak Djokovic → thay thế bởi  Henri Laaksonen
- James Duckworth → thay thế bởi  Sebastián Báez
- Roger Federer → thay thế bởi  Francisco Cerúndolo
- Ilya Ivashka → thay thế bởi  Daniel Altmaier
- Filip Krajinović → thay thế bởi  Jordan Thompson
- Alex Molčan → thay thế bởi  Oscar Otte
- Rafael Nadal → thay thế bởi  John Millman
- Kei Nishikori → thay thế bởi  Kamil Majchrzak
- Dominic Thiem  → thay thế bởi  Juan Manuel Cerúndolo

## Nội dung đôi ATP

### Hạt giống
| Quốc gia | Tay vợt              | Quốc gia | Tay vợt          | Xếp hạng | Hạt giống |
| -------- | -------------------- | -------- | ---------------- | -------- | --------- |
| CRO      | Nikola Mektić        | CRO      | Mate Pavić       | 4        | 1         |
| USA      | Rajeev Ram           | GBR      | Joe Salisbury    | 6        | 2         |
| ESP      | Marcel Granollers    | ARG      | Horacio Zeballos | 11       | 3         |
| AUS      | John Peers           | SVK      | Filip Polášek    | 21       | 4         |
| COL      | Juan Sebastián Cabal | COL      | Robert Farah     | 26       | 5         |
| NED      | Wesley Koolhof       | GBR      | Neal Skupski     | 33       | 6         |
| GBR      | Jamie Murray         | BRA      | Bruno Soares     | 38       | 7         |
| FRA      | Nicolas Mahut        | FRA      | Fabrice Martin   | 48       | 8         |

*Bảng xếp hạng vào ngày 21 tháng 3 năm 2022.

### Vận động viên khác
Đặc cách:
- Hubert Hurkacz /  John Isner
- Thanasi Kokkinakis /  Nick Kyrgios
- Feliciano López /  Stefanos Tsitsipas

Thay thế:
- Marin Čilić /  Łukasz Kubot

Bảo toàn thứ hạng:
- Austin Krajicek /  Édouard Roger-Vasselin

### Rút lui
- Ilya Ivashka /  Karen Khachanov → thay thế bởi  Karen Khachanov /  Andrey Rublev
- Reilly Opelka /  Jannik Sinner → thay thế bởi  Marin Čilić /  Łukasz Kubot
- Tim Pütz /  Michael Venus → thay thế bởi  Lloyd Glasspool /  Michael Venus

## Nội dung đơn WTA

### Hạt giống
Dưới đây là những tay vợt được xếp loại hạt giống. Hạt giống dựa trên bảng xếp hạng WTA vào ngày 7 tháng 3 năm 2022. Xếp hạng và điểm trước vào ngày 21 tháng 3 năm 2022.
| Hạt giống | Xếp hạng | Tay vợt              | Điểm trước | Điểm bảo vệ (hoặc kết quả tốt nhất lần 16) | Điểm thắng | Điểm sau | Thực trạng                                  |
| --------- | -------- | -------------------- | ---------- | ------------------------------------------ | ---------- | -------- | ------------------------------------------- |
| 1         | 5        | Aryna Sabalenka      | 4,862      | 215                                        | 10         | 4,657    | Vòng 2 thua trước Irina-Camelia Begu        |
| 2         | 2        | Iga Świątek          | 5,776      | 65                                         | 1000       | 6,711    | Vô địch, đánh bại Naomi Osaka               |
| 3         | 7        | Anett Kontaveit      | 4,686      | (185)                                      | 10         | 4,511    | Vòng 2 thua trước Ann Li                    |
| 4         | 3        | Maria Sakkari        | 5,085      | 390                                        | 10         | 4,705    | Vòng 2 thua trước Beatriz Haddad Maia       |
| 5         | 6        | Paula Badosa         | 4,790      | 35                                         | 215        | 4,970    | Tứ kết bỏ cuộc trước Jessica Pegula [16]    |
| 6         | 8        | Karolína Plíšková    | 4,252      | 65                                         | 10         | 4,197    | Vòng 2 thua trước Anna Kalinskaya [Q]       |
| 7         | 9        | Garbiñe Muguruza     | 3,190      | 120                                        | 0          | 3,070    | Rút lui do chấn thương vai trái             |
| 8         | 10       | Ons Jabeur           | 2,975      | 120                                        | 120        | 2,975    | Vòng 4 thua trước Danielle Collins [9]      |
| 9         | 11       | Danielle Collins     | 2,971      | 35                                         | 215        | 3,151    | Tứ kết thua trước Naomi Osaka               |
| 10        | 12       | Jeļena Ostapenko     | 2,860      | 65                                         | 10         | 2,805    | Vòng 2 thua trước Shelby Rogers             |
| 11        | 13       | Emma Raducanu        | 2,699      | 3†                                         | 10         | 2,706    | Vòng 2 thua trước Kateřina Siniaková        |
| 12        | 16       | Victoria Azarenka    | 2,336      | 120                                        | 65         | 2,281    | Vòng 3 bỏ cuộc trước Linda Fruhvirtová [WC] |
| 13        | 15       | Angelique Kerber     | 2,352      | 65                                         | 10         | 2,297    | Vòng 2 thua trước Naomi Osaka               |
| 14        | 17       | Cori Gauff           | 2,280      | (55)                                       | 120        | 2,345    | Vòng 4 thua trước Iga Świątek [2]           |
| 15        | 20       | Elina Svitolina      | 2,216      | 390                                        | 10         | 1,836    | Vòng 2 thua trước Heather Watson            |
| 16        | 21       | Jessica Pegula       | 2,215      | 120                                        | 390        | 2,485    | Bán kết thua trước Iga Świątek [2]          |
| 17        | 18       | Elena Rybakina       | 2,261      | 65                                         | 65         | 2,261    | Vòng 3 thua trước Jessica Pegula [16]       |
| 18        | 22       | Leylah Fernandez     | 2,171      | (25)                                       | 10         | 2,156    | Vòng 2 thua trước Karolína Muchová          |
| 19        | 25       | Tamara Zidanšek      | 1,931      | 20                                         | 10         | 1,921    | Vòng 2 thua trước Vera Zvonareva [Q]        |
| 20        | 24       | Elise Mertens        | 1,950      | 120                                        | 10         | 1,840    | Vòng 2 thua trước Linda Fruhvirtová [WC]    |
| 21        | 23       | Veronika Kudermetova | 2,035      | 65                                         | 120        | 2,090    | Vòng 4 thua trước Petra Kvitová [28]        |
| 22        | 28       | Belinda Bencic       | 1,826      | 65                                         | 390        | 2,151    | Bán kết thua trước Naomi Osaka              |
| 23        | 19       | Simona Halep         | 2,221      | 65                                         | 0          | 2,156    | Rút lui do chấn thương đùi trái             |
| 24        | 27       | Sorana Cîrstea       | 1,865      | 35                                         | 10         | 1,840    | Vòng 2 thua trước Zhang Shuai               |
| 25        | 29       | Daria Kasatkina      | 1,790      | (30)                                       | 10         | 1,770    | Vòng 2 thua trước Aliaksandra Sasnovich     |
| 26        | 26       | Madison Keys         | 1,904      | 10                                         | 10         | 1,904    | Vòng 2 thua trước Anhelina Kalinina         |
| 27        | 31       | Camila Giorgi        | 1,613      | 10                                         | 0          | 1,603    | Rút lui do chấn thương cổ tay phải          |
| 28        | 32       | Petra Kvitová        | 1,595      | 120                                        | 215        | 1,690    | Tứ kết thua trước Iga Świątek [2]           |
| 29        | 30       | Liudmila Samsonova   | 1,632      | 95                                         | 10         | 1,547    | Vòng 2 thua trước Madison Brengle           |
| 30        | 33       | Markéta Vondroušová  | 1,577      | 120                                        | 0          | 1,457    | Rút lui do bệnh                             |
| 31        | 36       | Alizé Cornet         | 1,340      | 35                                         | 10         | 1,315    | Vòng 2 thua trước Alison Riske              |
| 32        | 35       | Sara Sorribes Tormo  | 1,340      | 215                                        | 10         | 1,135    | Vòng 2 thua trước Kaia Kanepi               |

† Tay vợt có điểm bảo vệ từ một giải ITF Women's World Tennis Tour 2019.

#### Tay vợt rút lui khỏi giải đấu
Dưới đây là những tay vợt được xếp loại hạt giống, nhưng rút lui trước khi giải đấu bắt đầu.
| Xếp hạng | Tay vợt                  | Điểm trước | Điểm bảo vệ (hoặc kết quả tốt nhất lần 16) | Điểm sau | Lý do rút lui         |
| -------- | ------------------------ | ---------- | ------------------------------------------ | -------- | --------------------- |
| 1        | Ashleigh Barty           | 7,980      | 1,000                                      | 0†       | Lý do cá nhân         |
| 4        | Barbora Krejčíková       | 5,033      | 58‡                                        | 4,975    | Chấn thương khuỷu tay |
| 14       | Anastasia Pavlyuchenkova | 2,473      | 0                                          | 2,473    | Chấn thương đầu gối   |
| 34       | Camila Osorio            | 1,349      | (15)                                       | 1,334    | Chấn thương           |

† Tay vợt giải nghệ quần vợt và bị loại khỏi bảng xếp hạng WTA khi giải đấu kết thúc.

‡ Tay vợt có điểm bảo vệ từ một giải ITF Women's World Tennis Tour 2019.

### Vận động viên khác
Đặc cách:
- Hailey Baptiste
- Alex Eala
- Linda Fruhvirtová
- Sofia Kenin
- Ashlyn Krueger
- Robin Montgomery
- Daria Saville
- Nastasja Schunk

Bảo toàn thứ hạng:
- Laura Siegemund

Vượt qua vòng loại:
- Marie Bouzková
- Lauren Davis
- Kirsten Flipkens
- Magdalena Fręch
- Dalma Gálfi
- Ekaterine Gorgodze
- Anna Kalinskaya
- Rebecca Marino
- Wang Qiang
- Wang Xinyu
- Yuan Yue
- Vera Zvonareva

Thua cuộc may mắn:
- Lucia Bronzetti
- Storm Sanders
- Harmony Tan
- Lesia Tsurenko
- Stefanie Vögele

### Rút lui
- Ashleigh Barty → thay thế bởi  Misaki Doi
- Jaqueline Cristian → thay thế bởi  Caroline Garcia
- Camila Giorgi → thay thế bởi  Stefanie Vögele
- Varvara Gracheva → thay thế bởi  Greet Minnen
- Simona Halep → thay thế bởi  Harmony Tan
- Sofia Kenin → thay thế bởi  Lucia Bronzetti
- Barbora Krejčíková → thay thế bởi  Panna Udvardy
- Garbiñe Muguruza → thay thế bởi  Storm Sanders
- Camila Osorio → thay thế bởi  Naomi Osaka
- Anastasia Pavlyuchenkova → thay thế bởi  Zheng Qinwen
- Rebecca Peterson → thay thế bởi  Heather Watson
- Andrea Petkovic → thay thế bởi  Astra Sharma
- Markéta Vondroušová → thay thế bởi  Lesia Tsurenko

## Nội dung đôi WTA

### Hạt giống
| Quốc gia | Tay vợt                | Quốc gia | Tay vợt            | Xếp hạng | Hạt giống |
| -------- | ---------------------- | -------- | ------------------ | -------- | --------- |
|          | Veronika Kudermetova   | BEL      | Elise Mertens      | 9        | 1         |
| AUS      | Storm Sanders          | CZE      | Kateřina Siniaková | 18       | 2         |
| AUS      | Samantha Stosur        | CHN      | Zhang Shuai        | 19       | 3         |
| USA      | Coco Gauff             | USA      | Caty McNally       | 25       | 4         |
| CRO      | Darija Jurak Schreiber | SLO      | Andreja Klepač     | 27       | 5         |
| CAN      | Gabriela Dabrowski     | MEX      | Giuliana Olmos     | 30       | 6         |
| USA      | Desirae Krawczyk       | NED      | Demi Schuurs       | 36       | 7         |
| CZE      | Marie Bouzková         | CZE      | Lucie Hradecká     | 45       | 8         |

*Bảng xếp hạng vào ngày 7 tháng 3 năm 2022.

### Vận động viên khác
Đặc cách:
- Belinda Bencic /  Ana Konjuh
- Leylah Fernandez /  Ingrid Neel
- Ashlyn Krueger /  Robin Montgomery

Thay thế:
- Ekaterina Alexandrova /  Yang Zhaoxuan
- Magda Linette /  Sara Sorribes Tormo

Bảo toàn thứ hạng:
- Kirsten Flipkens /  Sania Mirza
- Tereza Mihalíková /  Květa Peschke
- Alexandra Panova /  Anastasia Rodionova
- Laura Siegemund /  Vera Zvonareva

### Rút lui
- Alexa Guarachi /  Nicole Melichar-Martinez → thay thế bởi  Alexa Guarachi /  Xu Yifan
- Barbora Krejčíková /  Kateřina Siniaková → thay thế bởi  Magda Linette /  Sara Sorribes Tormo
- Ashlyn Krueger /  Robin Montgomery → thay thế bởi  Ekaterina Alexandrova /  Yang Zhaoxuan
- Magda Linette /  Bernarda Pera → thay thế bởi  Lidziya Marozava /  Sabrina Santamaria
- Petra Martić /  Shelby Rogers → thay thế bởi  Alexandra Panova /  Anastasia Rodionova

## Nhà vô địch

### Đơn nam
- Carlos Alcaraz đánh bại  Casper Ruud, 7–5, 6–4

### Đơn nữ
- Iga Świątek đánh bại  Naomi Osaka, 6–4, 6–0

### Đôi nam
- Hubert Hurkacz /  John Isner đánh bại  Wesley Koolhof /  Neal Skupski, 7–6(7–5), 6–4

### Đôi nữ
- Laura Siegemund /  Vera Zvonareva đánh bại  Veronika Kudermetova /  Elise Mertens, 7–6(7–3), 7–5.